# スワンベーカリー
スワンベーカリーとは、パン製造販売を行うフランチャイズチェーンである。一部では軽食も提供する喫茶店を併設している店舗もある。株式会社スワンが運営する。
一部のフランチャイズ店（十条、赤羽、霞ヶ関）は、「ANAウィングフェローズ・ヴイ王子株式会社」が運営する。（霞が関は販売のみで、製造は十条で対応。）

## 概要
運営目的の主旨は、障害者の雇用と自立支援（従業員の過半数は軽度の障害がある）。健常者の得る最低賃金支給額より、大幅に安く賃金を支払われることの多い障害者雇用の現状を憂いた「公益財団法人ヤマト福祉財団」理事長に就任していた小倉昌男が、障害者が適正な収入の確保を得られる技術や、環境を得られるようにヤマト運輸（現在のヤマトホールディングス）とヤマト福祉財団に働きかけ、「株式会社スワン」を設立。1998年、スワンカフェ銀座店を第1号店として開店した。
1999年、王子養護学校の教員であった小島靖子と卒業生の親の会により「ヴィ王子」が設立され、十条店としてオープンした。2013年、「ヴィ王子」の一部がANAの特例会社（エーエヌエー・ウィング・フェローズ）と合併し2024年現在「ANAウィングフェローズ・ヴイ王子株式会社　ベーカリー事業部」となった。（一部は障害者Ｂ型支援施設「スワンカフェ&パン工房」として存在。）
店舗業態は、パンの製造販売を行うスワンベーカリー店舗、レストランを営むスワンカフェ店舗、さらにベーカリーとカフェを兼ねた店舗がある。また店舗運営は、スワンによる直営店舗とフランチャイズによる加盟店舗がある。
2010年6月からローソンと提携し、都内一部店舗のナチュラルローソンでスワンベーカリーのパンを販売している。また2011年には、ナチュラルローソン芝浦海岸通店内に「スワンベーカリー共働店」をオープンし、障害者スタッフにより焼き立てパンを販売している。

## 運営会社
- 名称：株式会社スワン（ヤマトホールディングスの特例子会社）
- 本拠所在地：東京都中央区銀座2丁目12番15号
- 設立：1998年（平成10年）6月3日
- 業務内容：パンの製造及び販売、コーヒーショップの運営、酒類販売業、物品（食料品、日用雑貨品、書籍、装身具、衣料品）の販売、ベーカリー及びカフェの加盟店への店舗展開と運営支援、各種イベントの企画・販売。前各号に関する一切の付帯業務

## 店舗

### 直営店舗
- SWAN CAFE 成城店（東京都世田谷区、ヤマト運輸成城支店内）
- スワンカフェ&ベーカリー 赤坂店（東京都港区、日本財団ビル内）
- スワンカフェ&ベーカリー 羽田CHRONOGATE店（東京都大田区、ヤマトグループ羽田クロノゲート内）
- スワンカフェ 品川港南店（東京都港区、ヤマト港南ビル2F）

### 加盟店舗

#### ベーカリー
- スワンベーカリー 落合店（東京都新宿区、就労センター「街」内）
- スワンベーカリー 共働店（東京都港区、ナチュラルローソン芝浦海岸通店内）
- スワンベーカリー パトリア品川店（東京都品川区）
- スワンベーカリー　霞が関店（東京都千代田区、中央合同庁舎第5号館　セキュリティエリア内）
- スワンベーカリー 町田店 （東京都町田市）
- スワンベーカリー さがみはら店（神奈川県相模原市南区）
- スワンベーカリー 湘南店（神奈川県伊勢原市）
- スワンベーカリー 柏店（千葉県柏市）
- スワンベーカリー 深谷店（埼玉県深谷市）
- スワンベーカリー 新座店（埼玉県新座市）
- スワンベーカリー 太田店（群馬県太田市）
- スワンベーカリー 新潟店（新潟県新潟市中央区）
- スワンベーカリー 茨木店（大阪府茨木市）
- スワンベーカリー 倉敷店（岡山県倉敷市）
- スワンベーカリー 三原店（広島県三原市）
- スワンベーカリー 沼隈店（広島県福山市）
- スワンベーカリー マザーベアー尾道店（広島県尾道市）
- スワンベーカリー 山口店（山口県山口市）

#### カフェ&ベーカリー
- スワンカフェ&ベーカリー ハーベストガーデン札幌店（北海道札幌市）
- スワンベーカリー十条店/スワンカフェ&パン工房（東京都北区）
- スワンカフェ&ベーカリー さがまち店（神奈川県相模原市中央区）
- スワンカフェ&ベーカリー 大東店（大阪府大東市）
- スワンカフェ＆ベーカリー グエンチャイ店（ベトナムホーチミン）

### 過去の店舗
- スワンベーカリー 北浦和店（埼玉県さいたま市浦和区）
- スワンカフェ&ベーカリー 新浦安店（千葉県浦安市）
- スワンベーカリー 銀座店（東京都中央区）
- スワンカフェ 銀座店（東京都中央区）
- スワンベーカリー ハートランド福井店（福井県福井市）

## テレビ番組
- 日経スペシャル ガイアの夜明け 金儲けで福祉を変えろ！（2004年8月24日、テレビ東京）[3]。
- 日経スペシャル ガイアの夜明け 闘う人たち、その後（2009年12月22日、テレビ東京）[4]。- “障害者が働くパン屋”のその後を取材。

## 関連書籍
- 『はばたけスワンベーカリー』（著者:牧野節子）（2003年5月30日、汐文社）ISBN 4811376536
- 『福祉を変える経営 障害者の月給一万円からの脱出』（著者:小倉昌男）（2003年10月14日、日経BP社）ISBN 4822243648